# Lamiíneos
Lamiíneos (Lamiinae) são uma subfamília da família do besouros de chifre longo (Cerambycidae). A subfamília inclui mais de 750 géneros, rivalizados em diversidade dentro da família apenas pela subfamília Cerambycinae.

## Tribos

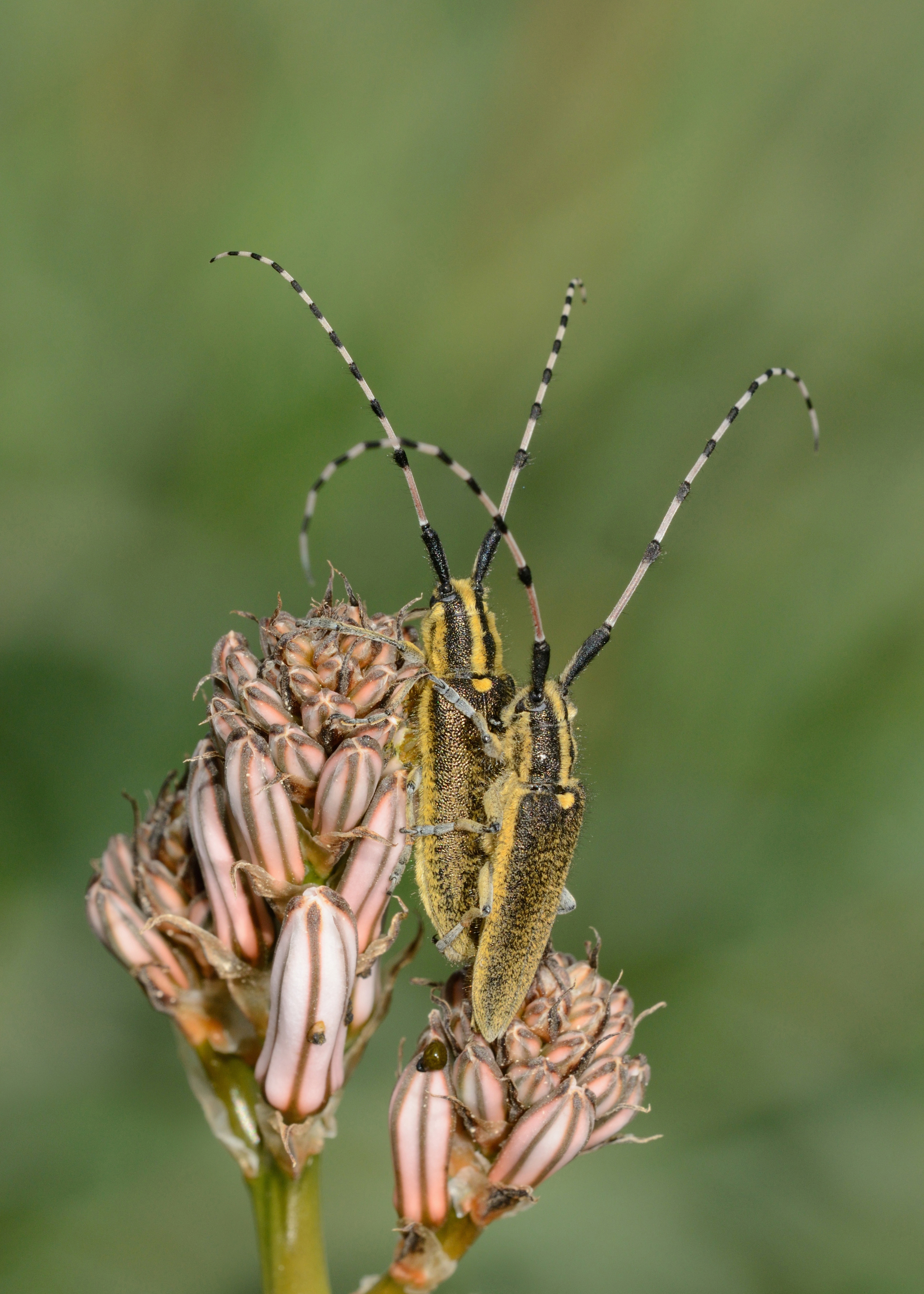
Agapanthia pustulifera

A classificação de nível tribal dos Lamiinae ainda não foi completamente resolvida. Lacordaire na década de 1870 dividiu os Lamiinae em quase 94 tribos, enquanto o trabalho de Bouchard et al. (2011) classificou-os em 80 tribos. Algumas tribos foram estabelecidas para géneros únicos e vários géneros não foram colocados de forma confiável dentro de nenhuma tribo. Algumas das tribos incluídas abaixo podem não ser válidas e várias foram sinonimizadas.
- Acanthocinini Blanchard, 1845
- Acanthoderini Thomson, 1860
- Acanthomerosternoplonini Tippmann, 1955
- Acmocerini Thomson, 1864
- Acridocephalini Dillon & Dillon, 1959
- Acrocinini Thomson, 1860
- Aderpasini Breuning & Téocchi, 1977
- Aerenicini Lacordaire, 1872
- Agapanthiini Mulsant, 1839
- Ancylonotini Lacordaire, 1869
- Anisocerini Thomson, 1860
- Apomecynini Thomson, 1860
- Astathini Thomson, 1864
- Batocerini Lacordaire, 1869
- Calliini Thomson, 1864
- Ceroplesini Thomson, 1860
- Cloniocerini Lacordaire, 1872
- Colobotheini Thomson, 1860
- Compsosomatini Thomson, 1857
- Crinotarsini Lacordaire, 1872
- Crossotini Thomson, 1864
- Cyrtinini Thomson, 1864
- Desmiphorini Thomson, 1860
- Dorcadiini Latreille, 1825
- Dorcaschematini Thomson, 1860
- Elytracanthinini Lane, 1955
- Emphytoeciini Lacordaire, 1872
- Enicodini Thomson, 1860
- Epicastini Thomson, 1864
- Eunidiini Téocchi et al., 2010
- Eupromerini Galileo & Martins, 1995
- Exocentrini Pascoe, 1864
- Forsteriini Tippmann, 1960
- Gnomini Thomson, 1864
- Gyaritini Breuning, 1956
- Heliolini Breuning, 1951
- Hemilophini Thomson, 1868
- Homonoeini Thomson, 1864
- Hyborhabdini Aurivillius, 1911
- Lamiini Latreille, 1825 (including Monochamini)
- Laticraniini Lane, 1959
- Mauesiini Lane, 1956
- Megabasini Thomson, 1864
- Mesosini Thomson, 1860
- Microcymaturini Breuning & Téocchi, 1985
- Moneilemini Thomson, 1864
- Morimonellini Lobanov, Danilevsky & Murzin, 1982
- Morimopsini Lacordaire, 1869
- Nyctimeniini Gressitt, 1951
- Oculariini Breuning, 1950
- Onciderini Thomson, 1860
- Onocephalini Sturm, 1843
- Pachystolini Aurivillius, 1922
- Parmenini Mulsant, 1839
- Petrognathini Blanchard, 1845
- Phacellini Lacordaire, 1872
- Phantasini Hunt & Breuning, 1957
- Phrissomini Thomson, 1860
- Phrynetini Thomson, 1864
- Pogonocherini Mulsant, 1839
- Polyrhaphidini Thomson, 1860
- Pretiliini Martins & Galileo, 1990
- Proctocerini Aurivillius, 1921
- Prosopocerini Thomson, 1868
- Protonarthrini Thomson, 1864
- Pseudomacrochenus Breuning, 1942
- Pteropliini Thomson, 1860
- Rhodopinini Gressitt, 1951
- Saperdini Mulsant, 1839 (including Phytoeciini)
- Stenobiini Breuning, 1950
- Sternotomini Thomson, 1860
- Tapeinini Thomson, 1857
- Tetraopini Thomson, 1860
- Tetraulaxini Breuning & Téocchi, 1976
- Tetropini Portevin, 1927
- Theocridini Thomson, 1858
- Tmesisternini Thomson, 1860
- Tragocephalini Thomson, 1857
- Velorini Thomson, 1864
- Xenofreini Bates, 1885
- Xenoleini Lacordaire, 1869
- Xylorhizini Lacordaire, 1872
- Zygocerini Lacordaire, 1872

Taxa incertae sedis:
- género Cerambycinus Münster in Germar, 1839
- género Cypriola J. Thomson, 1865
- género Decellia Breuning, 1968
- género Dorcadionoides Motschulsky, 1857
- género Falsozeargyra Gilmour & Breuning, 1963
- género Heteropalpoides Fisher, 1935
- género Paralamiodorcadion Breuning, 1967
- género Parmenops Schaufuss, 1891
- género Prosoplus Blanchard, 1853
- género Pterolophiella Breuning, 1952
- espécies Lamia bidens Fabricius, 1775
- espécies Lamia petrificata Heyden & Heyden, 1856
- espécies Lamia schroeteri Giebel, 1856